# Malakoff (gastronomie)
Pour les articles homonymes, voir Malakov.
Un malakoff, spécialité vaudoise, est un beignet au fromage. On le trouve plus particulièrement dans les villages d'Eysins, Begnins, Bursins, Luins et Vinzel (où on l'appelle également « beignet de Vinzel »), sur la Côte vaudoise. Traditionnellement, le malakoff se servait sous forme de bâtonnets alors que les beignets de Vinzel étaient plutôt des boules de fromage râpé sur du pain puis frites, mais la distinction est devenue moins claire depuis quelques années, nombre d'établissements servant désormais des malakoffs sphériques.

## Origine
Au moment de la guerre de Crimée (1853-1856), les troupes anglaises et françaises dans le rang desquelles combattaient de nombreux Suisses, se trouvèrent immobilisées devant la ville de Sébastopol défendue notamment par le fort Malakoff. Pour s'emparer de la position, le général Aimable Pélissier fit creuser des tranchées en zigzag pour permettre une approche du fort à l’abri de l'artillerie russe. Pendant ce travail de sape qui dura près d'un an, les soldats organisaient des bivouacs et, selon la légende, faisaient frire des tranches de fromage dans une poêle ou simplement réchauffées autour d’un feu de camp. En fait, les rations journalières des soldats de la 2e Légion étrangère, dite Légion suisse, ne comportaient pas de fromage. Si la débrouillardise ou le chapardage ont peut-être pu procurer l'ingrédient de base, aucune source écrite, en tout cas, ne confirme cette légende.
Quoi qu'il en soit, après un siège de onze mois, le fort fut pris en septembre 1855 et sa capture entraina la chute de Sébastopol. Les hostilités se poursuivirent quelques mois, mais la Russie reconnut sa défaite par le traité de Paris signé le 30 mars 1856.
À leur retour dans leur patrie, de nombreux Suisses originaires de Genève et de la Côte vaudoise se seraient occasionnellement regroupés, selon une tradition orale, pour déguster comme à l’époque, des tranches de fromage frites à la poêle dans du beurre, accompagnées de pain et de moult pichets de vin blanc. En souvenir des assauts de la célèbre tour de Sébastopol, on donna à ce fameux met à base de fromage le nom de « Malakoff ».

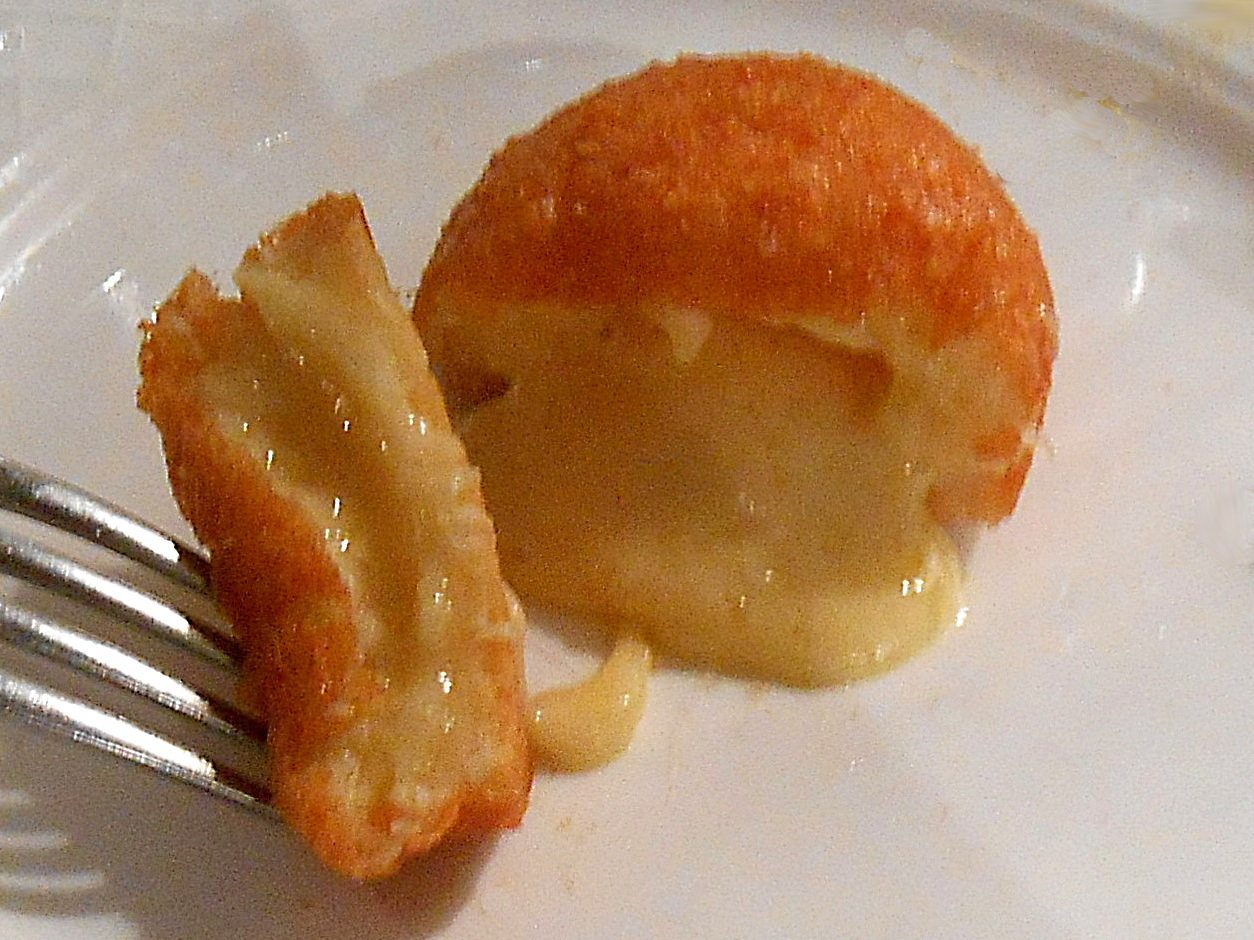
Dégustation d'un malakoff.

En ce qui concerne la recette des malakoffs telle qu'elle est connue aujourd’hui, on relève qu’entre 1880 et 1891 un jeune couple de Bursins, Jules et Ida Larpin, était au service du prince Jérôme Bonaparte, dit prince Napoléon, à la villa Prangins. Le prince Napoléon organisa une réception à laquelle participaient des vétérans de la guerre de Crimée. À cette occasion, Mme Larpin, toujours à la recherche de nouveauté dans l’art culinaire et à la demande du prince qui voulait honorer ses hôtes, servit comme entrée une version adaptée de malakoffs sous forme d’une tranche de gruyère enrobée de pâte à frire et cuite dans du beurre.
À la mort du prince Napoléon en 1891, et devant le succès de sa recette, elle eut l’idée d’en faire bénéficier ses cousins Alfred et Rose Larpin, alors tenanciers de l’auberge d’Eysins. Devenu plat principal de l’auberge, la recette devait être allégée et l’huile de friture remplaça le beurre de cuisson. Cela ne diminua en rien le succès de cette spécialité, qui fut jugée plus digeste, et accompagnée de salade, de cornichons, de petits oignons et de moutarde.